# Верхнемуллинский сельсовет
Верхнемуллинский сельсовет (образован как Верхне-Муллинский сельсовет) — низшая единица административно-территориального деления (сельсовет) на территории современного Пермского района и города Перми Пермского края России. Административный центр — с. Верхние Муллы.
Существовал в 1923—1958 годы в Советской России. Верхнемуллинский сельский Совет образован в феврале 1923 года в Пермском уезде Пермской губернии; в 1924—1930 годах в Калининском районе Пермского округа Уральской области РСФСР; в 1934—1938 годах в Свердловской области; в 1938—1958 годах в Верхнемуллинском районе.

## Название
- февраль 1923—1924 гг. — Верхнемуллинский сельский исполнительный комитет Советов рабочих, крестьянских и красноармейских депутатов Пермского уезда Пермской губернии
- 1924—1930 гг. — Верхнемуллинский сельский исполнительный комитет Советов рабочих, крестьянских и красноармейских депутатов Калининского района Пермского округа Уральской области.
- 1930—1934 годы — Верхнемуллинский сельский исполнительный комитет Советов рабочих, крестьянских и красноармейских депутатов Пермского района Уральской области.
- 1934—1936 годы — Верхнемуллинский сельский исполнительный комитет Советов рабочих, крестьянских и красноармейских депутатов Пермского района Свердловской области.
- 1936—1938 годы — Верхнемуллинский сельский исполнительный комитет Совета депутатов трудящихся депутатов района Свердловской области
- 1938—1940 годы — Верхнемуллинский сельский исполнительный комитет Совета депутатов трудящихся Верхнемуллинского района Пермской области.
- 1940—1957 годы — Верхнемуллинский сельский исполнительный комитет Совета депутатов трудящихся Верхнемуллинского района Молотовской области.
- 1957 — декабрь 1958 гг. — Верхнемуллинский сельский исполнительный комитет Совета депутатов трудящихся Верхнемуллинского района Пермской области.

## Состав
В 1923 году входили населённые пункты:
д. Андроново, Балатово, д. Большое Субботино, с. Верхние Муллы, Елесино, Макарово, Монастырь, Кабаи, д. Казанцево, д. Кокорята, Кондратово, Сараи, Усть-Муллы, д. Хмели.
В соответствии с Указом Президиума Верховного Совета РСФСР от 29 мая 1958 года, Верхнемуллинекий сельский Совет был ликвидирован, территория с. Верхние Муллы, д. Б-Субботино, Кокорята, Любимово, Хмели, Казанцево переведены в черту г. Перми.

## Население
В апреле 1943 года население сельского Совета составляло 6 тыс.человек.

## Инфраструктура
Основа экономики — сельское хозяйство.
В период коллективизации (1930—1932) организованы сельскохозяйственные артели «Восход социализма» (с. Верхние Муллы), имени Кабакова, позднее им. НКВД (д. Большое Субботино), «За оборону» (д. Любимово), совхозы «Верхнемуллинский» (д. Кондратово) и «Осенцовский» (п. Осенцы). В 1950 году на результате реорганизации колхозов им. НКВД, «Восход социализма», «За оборону» образован колхоз имени Шверника.